# James Brydges, 1. Duke of Chandos

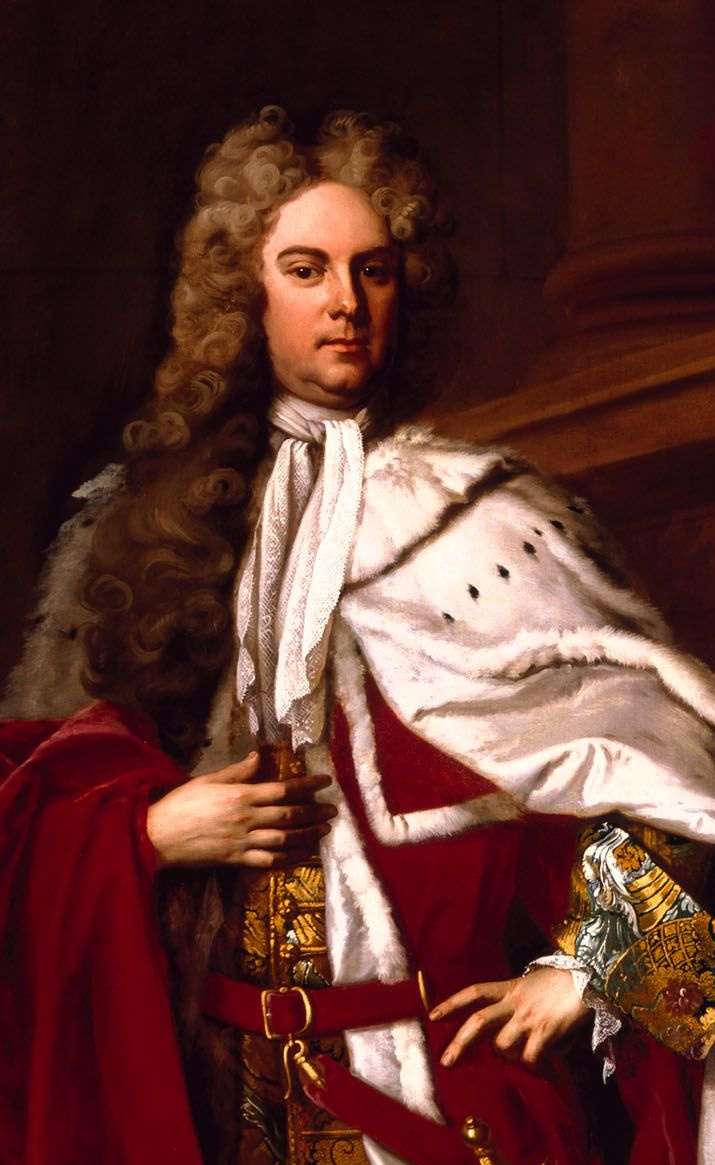
„His Grace James Duke of Chandos“, Ausschnitt aus einem Porträt von Michael Dahl (um 1719)

Henry James Brydges, 1. Duke of Chandos PC DL FRS (* 6. Januar 1673 in Dewsall, Herefordshire; † 9. August 1744 in Cannons, Whitchurch, Middlesex) war ein britischer Edelmann, Bauherr und Mäzen.

## Leben
Brydges galt als Musterbild des korrupten, ausschweifenden, prachtliebenden und die Künste fördernden Adligen des 18. Jahrhunderts. Er gelangte im Schatten Marlboroughs zu enormem Reichtum und ließ sich eines der prachtvollsten Herrenhäuser Englands erbauen. Wegen seines aufwendigen Lebensstils, der zu seinen besten Zeiten nach Aussagen seiner Zeitgenossen dem eines deutschen Kurfürsten entsprochen haben soll, erhielt er den Beinamen „The Princely Chandos“ (der fürstliche Chandos). Aber so schnell wie sein Stern aufgestiegen war, erlosch er auch wieder. “[…] all he got by fraud is lost by stocks” (deutsch: „Was er durch Betrug erworben, verlor er durch Aktien“), schrieb Jonathan Swift 1734. Um seine Schulden tilgen zu können, wurde seine Residenz Canons nach seinem Tod abgetragen und das Baumaterial versteigert. Chandos war ein Patron und Förderer des Komponisten Georg Friedrich Händel, durch dessen Chandos Anthems sein Name unsterblich wurde.
James Brydges war der älteste Sohn von James Brydges, 8. Baron Chandos, und dessen Frau Elizabeth, älteste Tochter und Miterbin von Sir Henry Barnard of Bridgnorth (Salop). Sein Vater war von 1680 bis 1685 britischer Botschafter in Konstantinopel. Er besuchte die Westminster School und studierte am New College an der University of Oxford. Von März 1692 bis Mai 1694 hielt er sich an der Ritterakademie Rudolph-Antoniana in Wolfenbüttel auf.
James wurde 1698 für die City of Hereford ins House of Commons gewählt, in dem er einen Sitz innehatte, bis er nach dem Tode seines Vaters ins House of Lords wechselte. Am 19. Oktober 1714, drei Tage nach dem Tod seines Vaters, wurde er zur Feier der Thronbesteigung Georgs I. zum Viscount Wilton und zum Earl of Carnarvon und am 30. April 1719 zum Marquess of Carnarvon und Duke of Chandos erhoben.
Von 1707 bis 1713, während des Spanischen Erbfolgekriegs, war er Paymaster-General of the Forces Abroad (Generalzahlmeister der Armeen im Ausland), ein äußerst lukrativer Posten, den er den damaligen Gepflogenheiten entsprechend nutzte, um vor allem sich selbst zu bereichern. Zwar wurde 1711 wegen fehlender Summen vom Unterhaus eine Untersuchung eingeleitet, aber sie blieb für Brydges folgenlos. Es heißt, er habe sich auf diese Art und Weise die enorme Summe von 600.000 bis 700.000 Pfund angeeignet.
Im April 1721 wurde der Duke zum Governor of the Charterhouse und am 25. August zum Lord Lieutenant von Herefordshire und Radnorshire ernannt, Ämter, die er nach der Thronbesteigung Georgs II. 1727 erneut erhielt. Außerdem war er Kanzler der University of St Andrews.
The Princeley Chandos starb am 9. August 1744. Er wurde begraben unter einem prachtvollen Grabmal in der St. Lawrence Church von Stanmore Parva, Middlesex, die er 1715 hatte umbauen und bis auf den Turm neu errichten lassen und zu deren Einweihung 1720 Händels Esther uraufgeführt wurde.

## Canonsoder Barocke Prachtentfaltung

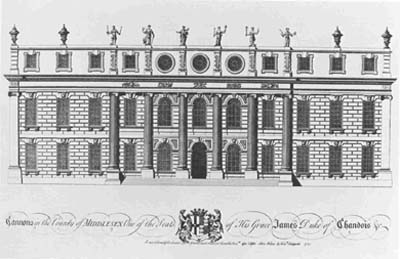
Cannons Park, Middlesex (zerstört). Stich aus Vitruvius Brittanicus, Band 4, von J. Badeslade & J. Rocque (London, 1739), Tafel 24

Brydges verwendete sein Geld, indem er sich ein glanzvolles Herrenhaus, Canons oder Cannons, in Whitchurch bei Edgware (Middlesex), erbauen ließ; ein zweites am Cavendish Square in London wurde nicht mehr vollendet. Für die Errichtung und Ausstattung des Hauses wurden drei Architekten (William Talman, John James und James Gibbs) sowie die italienischen Maler Purgotti und Paolucci angestellt. Der Garten wurde von Alexander Blackwell angelegt. Es gab eine prächtige Kapelle, für die der Duke einen eigenen Chor unterhielt. Die Aufwendungen für den Bau des Hauses sollen sich auf 200.000 Pfund (nach heutigem Wert ca. 35 Mio. €) belaufen haben. Zur "Hofkapelle" des Dukes, die bis zu 30 Musiker ersten Ranges umfasste, gehörte Francesco Scarlatti, Bruder von Alessandro Scarlatti. Der Komponist Georg Friedrich Händel lebte zwei Jahre als composer-in-residence (dt. etwa "Hofkomponist") in Canons (Sommer 1717 bis zum Frühjahr 1719). Hier komponierte er für die Gottesdienste die Chandos-Anthems und das erste englische Oratorium Esther.
Die barocke Prachtentfaltung des Dukes und seines schlossähnlichen Herrenhauses fand auch ihren Niederschlag in der zeitgenössischen Literatur. Die im Dezember 1731 von Alexander Pope veröffentlichte moralisch-satirische Epistel an Lord Burlington enthält eine berühmte Beschreibung von „Timons Villa“.
At Timon’s villa let us pass a day,

Where all cry out, “What sums are thrown away!”

So proud, so grand of that stupendous air,

Soft and agreeable come never there.
Die Figur des Timon und die Villa wurden sofort als der Duke of Chandos bzw. Canons identifiziert und man sagte Pope nach, der Duke habe ihn dafür bezahlt. In seiner Epistel "Of the knowledge and characters of men" (1733) widmet Pope dem Duke die Zeile "Thus gracious Chandos is beloved at sight".
Daniel Defoe beschreibt in seiner Tour through Great Britain (1725) die Pracht von Canons. Er berichtet, dass der Haushalt aus über 120 Personen bestanden habe, während Pope gegenüber Hill geäußert hatte, dass er keine 100 Angestellte umfasse, und sagt weiter, dass der Chor die Tischgesellschaft jeden Tag beim Essen unterhalten habe.
Ein Poem Chandos; or, the Vision von Charles Gildon erschien 1717 und ein weiteres mit demselben Gegenstand von S. Humphreys, erschien 1728.
Canons überlebte seinen Erbauer nur um wenige Jahre. Da der Duke durch Spekulationsgeschäfte, u. a. im Zusammenhang mit dem sog. Südseeschwindel (South Sea Bubble), in finanzielle Schwierigkeiten geraten war, wurde Canons 1747 abgerissen und als Baumaterial versteigert. Ein gewisser William Hallet, der das Grundstück gekauft hatte, errichtete mit einem Teil des Baumaterials ein neues Gebäude auf dem Fundament des alten (heute Teil der North London Collegiate School). Die Kolonnaden befinden sich heute an der Front der National Gallery am Trafalgar Square, London, und die Tore am Trinity College in Oxford. Das Treppenhaus wurde im Chesterfield House wiedererrichtet und das Standbild Georgs I. stand bis 1873 am Leicester Square.

## Familie und Nachfolge

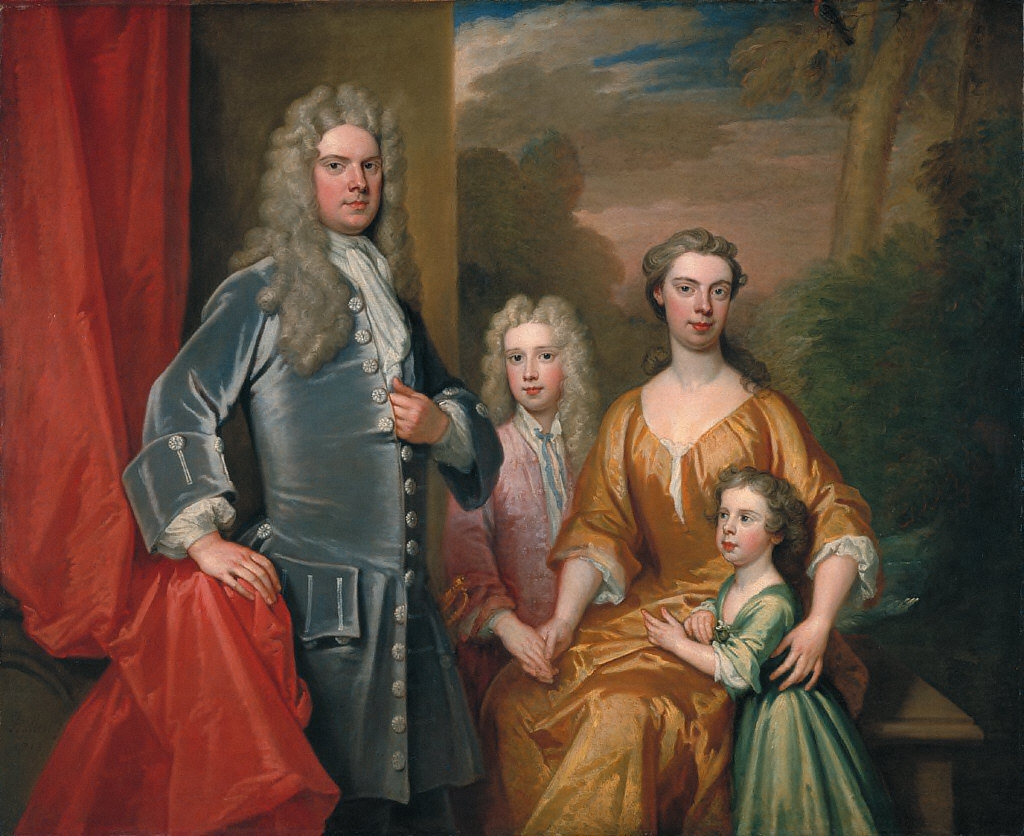
James Brydges und seine Familie, Gemälde von Godfrey Kneller, 1713, National Gallery of Canada, Ottawa

Brydges war dreimal verheiratet: Am 27. Februar 1697 heiratete er Mary († Dezember 1712), die Tochter von Sir Thomas Lake, aus Canons. Mit ihr hatte er neun Kinder, von denen jedoch nur zwei Söhne überlebten. Nach Marys Tod heiratete er im August 1713 seine Cousine Cassandra († 1735), Tochter von Sir Francis Willughby, aus Wollaton (Nottinghamshire), und in dritter Ehe vermählte er sich 1736 mit Lydia Catherine, Tochter von John Van Hatten und Witwe von Sir Thomas Davall, aus Ramsey (Essex), einer reichen Erbin, die geschätzte 40.000 Pfund mit in die Ehe brachte. Sie nahm ihren Witwensitz in Shaw House, bei Newbury, einem Gut, das ihr Ehemann schon 1721 gekauft hatte, das er aber wegen gesetzlicher Komplikationen erst sieben Jahre später in Besitz nehmen konnte. Sie wurde nach ihrem Tod 1750 in der Kirche dort beigesetzt.
Als Duke of Chandos folgte ihm sein Sohn Henry (1708–71), von dem es heißt, er habe seine zweite Ehefrau von einem Stallknecht gekauft, und sein Enkel James (1731–1789). Nachdem der letztere im September 1789 ohne Erben gestorben war, erloschen alle Titel außer dem schottischen Titel Lord Kinloss, der auf die einzige Tochter Anna Elizabeth (1779–1836), Baroness Kinloss, überging. Anna Elisabeth heiratete am 16. April 1796 Richard Grenville, den späteren Marquess of Buckingham, der 1822 von Georg IV. zum Duke of Buckingham and Chandos erhoben wurde.